# NGC 492
NGC 492 est une lointaine galaxie spirale intermédiaire située dans la constellation des Poissons. NGC 492 a été découverte par l'ingénieur irlandais Bindon Blood Stoney en 1850.

## Caractéristiques
Sa vitesse par rapport au fond diffus cosmologique est de 13 912 ± 42 km/s, ce qui correspond à une distance de Hubble de 205 ± 14 Mpc (∼669 millions d'al).
La galaxie voisine de NGC 492 est PGC 4975 aussi appelée NGC 492A sur la base de données NED et par le professeur Seligman.
Selon ce dernier, l'identification de PGC 4975 à NGC 486 par WikiSky est une erreur. Notons que la base de données Simbad identifie aussi PGC 4975 à NGC 486.
En raison d'une brillance de surface égale à 14,66 mag/am2, on peut qualifier NGC 492 de galaxie à faible brillance de surface (LSB en anglais pour low surface brightness). Les galaxies LSB sont des galaxies diffuses (D) avec une brillance de surface inférieure de moins d'une magnitude à celle du ciel nocturne ambiant.